# DT dels Llebrers
DT dels Llebrers (DT Canum Venaticorum) és un estel a la constel·lació dels Llebrers de magnitud aparent +5,89. S'hi troba a 388 anys llum del sistema solar.
DT dels Llebrers és una estrella blanca de la seqüència principal de tipus espectral A3V la temperatura efectiva de la qual és de 7.600 K. Llueix amb una lluminositat bolomètrica 74 vegades major que la del Sol, sent el seu diàmetre angular —estimat a partir del seu flux bolomètric— de 0,274 mil·lisegons d'arc, cosa que comporta un diàmetre unes 3,5 vegades més gran que el diàmetre solar. La seva velocitat de rotació projectada és de 196 km/s. Té una massa 2,6 vegades major que la del Sol.
DT dels Llebrers és un estel Lambda Bootis; aquest heterogeni grup està format per estels amb línies metàl·liques febles que mostren una manca d'elements pesats —particularment del grup del ferro— amb la clara excepció de carboni, nitrogen, oxigen i sofre. L'abundància relativa de ferro en DT Canum Venaticorum és només el 8% de l'existent en el Sol ([Fe/H] = -1,08 ± 0,04) i igual comportament, mostra crom, magnesi i silici. Per contra, existeix enriquiment de sodi en relació al valor solar ([Na/H] = +0,45).
S'han detectat en DT dels Llebrers pulsacions no radials amb una manera d'oscil·lació alta (m ≈ 20). Les característiques d'aquestes pulsacions circumnavegen l'estel cada 0,71 dies. L'existència de pulsacions suposa que l'origen de les anomalies químiques en la seva superfície no pot provenir dels mateixos processos de difusió que tenen lloc en els estels Am, les quals no són estels polsants. DT Canum Venaticorum està catalogada com a estel variable Delta Scuti amb una petita variació en la seva lluentor de 0,03 magnituds.